# Giovanni Reyna
Giovanni Alejandro Reyna (Durham, 13 de novembro de 2002) é um futebolista estadunidense que atua como meia. Atualmente joga pelo Borussia Dortmund. Ele foi incluído no "Next Generation 2019" do The Guardian, que lista os 60 jogadores mais talentosos do mundo nascidos em 2002.  É filho do ex-jogador Claudio Reyna.

## Carreira
Reyna começou nas categorias de base do New York City FC, no qual permaneceu até 2019, quando fechou com o Dortmund.
Reyna fez sua estreia como profissional no dia 18 de janeiro de 2020, na partida realizada contra o FC Augsburg. Foi o jogador americano mais jovem a disputar uma partida na história da Bundesliga, com 17 anos e dois meses.
Marcou seu primeiro gol no dia 4 de fevereiro de 2020, pela DFB Cup, contra o Werder Bremen. Na ocasião, seu time acabou eliminado ao ser derrotado por 3-2.
No dia 31 de Janeiro de 2024, foi emprestado ao Nottingham Forest até o final da temporada.

### Seleção Norte-Americana
Pelo juvenil da seleção dos Estados Unidos, Reyna se destacou, marcando seis gols, e foi finalista no Campeonato da CONCACAF Sub-17.

## Títulos
Borussia Dortmund
- Copa da Alemanha: 2020–21[6]

Estados Unidos
- Liga das Nações da CONCACAF: 2019–20, 2022–23, 2023–24

### Prêmios individuais
- 60 jovens promessas do futebol mundial de 2019 (The Guardian)[2]
- Melhor Jogador da Liga das Nações da CONCACAF: 2023–24